# 张恺琳
张恺琳（1990年1月28日—）是中华人民共和国的网球运动员。她在WTA 125K系列锦标赛中赢得了一个双打冠军，在ITF女子巡回赛上获得了五次单打和15个双打冠军。在2016年9月12日，她达到了她的最佳单打排名世界第103位。2016年6月20日，她在双打排名中达到第85位。